# Танино (Московская область)
Та́нино — деревня в Талдомском городском округе Московской области Российской Федерации, до 2018 года входила в состав сельского поселения Гуслевское. Расположена в 19 км к югу от города Талдома и 4 км к востоку от рабочего посёлка Запрудня. В пределах населённого пункта, на территории бывшего имения Василия Норова, располагается Танинское участковое лесничество.
Деревня образовалась вдоль старого Кашинского тракта. Среди владельцев деревни были Поливановы, Норовы, Черкасовы, Лямины.
В 1838 году в селе Надеждино Дмитровского уезда после кавказской ссылки поселился декабрист Василий Норов. Чаще всего он бывал в Тарусово и Татьянино, в которых не тяготила крепостная обстановка, где его ценили и уважали.
В Татьянине он… играл с детьми, приучил их ездить верхом или, бывало, укатит с двумя старшими в Тарусово к Корсаковым. В татьянинском саду под его руководством устроена была земляная крепость, и часто когда приезжали дети Корсакова, взвивался крепостной флаг на бастионе, и штурм начинался.«Русский архив», 1900 год
Василий Норов, заболев, уезжает в Ревель (Таллин), откуда пишет в Татьянино сестре Екатерине Сергеевне: «Построенный для меня в Татьянине флигельный домик должен быть маленьким секретом между нами… Я намерен меблировать и украсить его стены боевыми картинами и рисунками по своему выбору… Моя милая хижинка должна быть от вашего дома и от всякого другого жилья в двух или трёхстах шагах. Чтобы были лишь две комнаты: одна — для меня, другая — для библиотеки… Возвращаюсь в ваши варварские болота…» От бывшего имения Норова в Танине сохранились некоторые постройки, пруды с колодцами и озеро площадью около пятнадцати гектаров.
До августа 1943 года во время войны на окраине деревни был расположен штурмовой авиаполк, аэродром «Илов».
В Танино с фронта не вернулись 46 человек.

## Население
| 1859 | 1890 | 1926 | 2002 | 2006 | 2010 |
| ---- | ---- | ---- | ---- | ---- | ---- |
| 135  | ↗226 | ↗271 | ↘93  | ↘68  | ↗84  |